# Hlotivka, Troițke
Hlotivka (în ucraineană Глотівка) este un sat în comuna Novooleksandrivka din raionul Troițke, regiunea Luhansk, Ucraina.

## Demografie
Componența lingvistică a localității Hlotivka
     Rusă (90,91%)
     Ucraineană (9,09%)
Conform recensământului din 2001, majoritatea populației localității Hlotivka era vorbitoare de rusă (90,91%), existând în minoritate și vorbitori de ucraineană (9,09%).